# Бакырлы
Бакырлы (каз. Бақырлы) — село в Сузакском районе Туркестанской области Казахстана. Входит в состав Каратауского сельского округа. Код КАТО — 515639200.

## Население
В 1999 году население села составляло 1228 человек (624 мужчины и 604 женщины). По данным переписи 2009 года, в селе проживали 1154 человека (597 мужчин и 557 женщин).